# 東方の光
東方の光（とうほうのひかり）は、安重根逝去100周年を記念し製作される、大韓民国のテレビドラマである。全24話放送予定。2010年に放送開始。

## 出演
- 安重根（あん じゅうこん、アン・ジュングン）：イ・ソンジェ
- 伊藤博文：カン・シン・ソンイル
- チャン・ヨンヒ：イ・ヨンア
- チョ・マリア：ヤン・ミギョン

## 制作
- JIプロダクション

| スタブアイコン | サブスタブ | この項目は、まだ閲覧者の調べものの参照としては役立たない、テレビ番組に関連した書きかけの項目です。この項目を加筆・訂正などしてくださる協力者を求めています（P:テレビ/PJ:放送または配信の番組）。 |